# 梅雷维尔
梅雷维尔（法語：Méréville，法語發音：[meʁevil] ⓘ）是法国法蘭西島大區埃松省的一个旧市镇，属于埃唐普区。2019年，梅雷维尔与市镇埃斯图什合并为新市镇勒梅雷维卢瓦。

## 地理
梅雷维尔（48°18'54"N, 2°5'11"E）面积26.99 平方千米，位于法国法蘭西島大區埃松省，该省份为法国北部内陆省份，北起上塞纳省和马恩河谷省，西接厄尔-卢瓦省和伊夫林省，南至卢瓦雷省，东临塞纳-马恩省。
与梅雷维尔接壤的市镇（或旧市镇、城区）包括：萨克拉、瑞讷河畔欧特吕、昂热维尔、埃斯图什、吉莱尔瓦勒、莫内尔维尔、圣西尔拉里维耶尔。

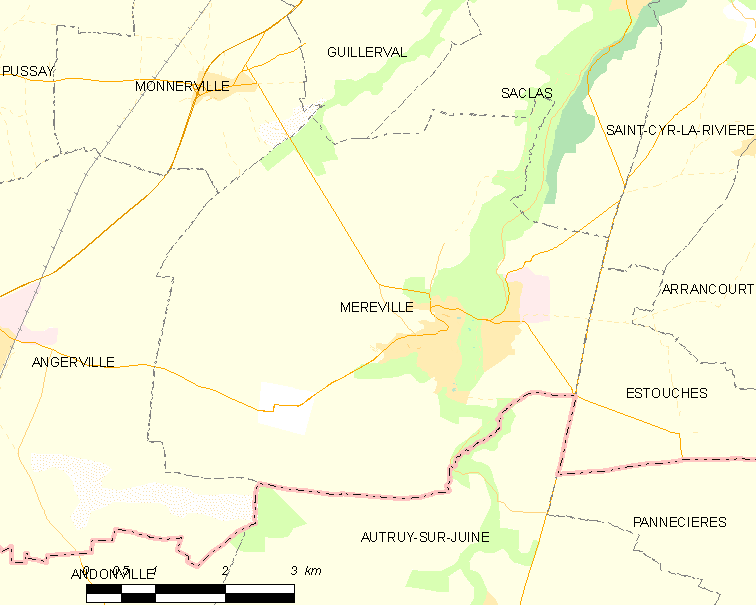
梅雷维尔的OSM定位图

梅雷维尔的时区为UTC+01:00、UTC+02:00（夏令时）。

## 行政
梅雷维尔的邮政编码为91660，INSEE市镇编码为91390。

## 政治
梅雷维尔所属的省级选区为埃唐普县。

## 人口

1962-2008年间梅雷维尔人口变化图示

梅雷维尔于2018年1月1日时的人口数量为3059人。